# Station Gdynia Port
Station Gdynia Port is een spoorwegstation in de Poolse plaats Gdynia.